# Абаеведение
Абаеведение (каз. Абайтану) — раздел казахского литературоведения, изучающий жизнь и творчество Абая Кунанбаева, его философские, эстетические и общественные взгляды. У истоков абаеведения стояли Алихан Бокейханов, Ахмет Байтурсынов и Миржакип Дулатов.

## Периоды развития
Начальный период развития абаеведения составляют первые публикации произведений Абая с комментариями и краткими биографическими сведениями (1909—1917). Первый сборник под названием «Стихи казахского поэта Ибрагима Кунанбаева» (140 стихотворений и поэмы «Искандер» и «Масгут») подготовлен и издан Какитаем Ыскакулы и сыном Абая — Турагулом (Санкт-Петербург, 1909). Последующие издания основывались на записях стихов Абая, сделанных Мурсеитом Бикеулы, так как рукописи самого поэта не сохранились, а его стихи распространялись в народе в устной форме. В 1914 году в Москве издана книга «Восточный сборник» с материалами о жизни и творчестве Абая и переводами его стихов на русский язык. В 1916 году в Оренбурге вышла книга «Терме Абая» Самата Абишулы. Литературно-критические публикации появились в начале XX века. В многотомном собрании «Россия. Географическое описание нашей Родины» (Санкт-Петербург, 1904) А. Сидельников охарактеризовал Абая как представителя нового направления казахской литературы. А. Байтурсынов в статье «Қазақтың бас ақыны» в газете «Қазақ» дал высокую оценку Абаю: «Во все времена среди всех известных казахских поэтов не было поэта лучше Абая». Вслед за А. Бокейхановым, А. Байтурсыновым, М. Дулатовым о творческом пути Абая пишут Н. Рамазанов, Г. Сагди, И. Мустамбайулы, Н. Н. Белослюдов и др.
Второй период развития абаеведения (1918—1940) связан с исследованиями М. О. Аузова, который начал работу по систематизации и периодизации художественного наследия Абая. Он создал первую научную биографию классика казахской поэзии и опубликовал ряд исследований о нём; внёс значительный вклад в формирование и развитие абаеведения как отдельной области науки. Дальнейшему развитию абаеведения способствовала творческая деятельность И. Джансугурова и К. Жубанова (1934).
Третий период развития абаеведения (1940—1970-е) характеризуется активизацией изучения творчества Абая и переводов его произведений на многие языки мира. Вышли в свет научные труды С. Муканова, К. Жумалиева, Б. Кенжебаева, М. С. Сильченко, К. Мухамедханова, Т. Тажибаева, Б. Г. Ерзаковича. С 1940 года сочинения Абая на русском языке изданы 15 раз. В 1945—1960 годах вышли сборники поэта на узбекском, татарском, туркменском, монгольском, китайском, чешском, белорусском, латышском языках. В 1970 году в Москве издательством «Прогресс» выпущен сборник сочинений Абая на арабском и английском языках.
С 1980-х годов начинается новый период абаеведения. Десятки фундаментальных научных работ свидетельствуют о новом научно-теоретическом уровне абаеведения. Подготовлено и издано «Полное собрание сочинений Абая». Учёные Р. Сыздыкова, Т. Алимкулов, А. Нуркатов, М. Мырзахметов, Ж. Исмагулов, З. Ахметов, З. Кабдолов, Г. Есимов, Т. Кожакеев, Г. Муканов, Р. Сулым, В. Луцась и другие внесли значительный вклад в абаеведение. К 150-летию со дня рождения Абая во многих городах мира проведены научные конференции, посвящённые творчеству великого поэта. Произведения Абая изданы в Турции, Пакистане, Иране, Китае, переведены на французский, английский, немецкий и другие языки.